# Vespericola pinicola
Vespericola pinicola är en snäckart som först beskrevs av S. S. Berry 1916.  Vespericola pinicola ingår i släktet Vespericola och familjen Polygyridae. Inga underarter finns listade i Catalogue of Life.